# Down on the Pleasure Avenue
Down on the Pleasure Avenue är den svenske rockartisten Tomas Ledins tolfte studioalbum, utgivet på skivbolaget The Record Station 1988.
Skivan producerades av Henrik Janson och gavs ut på LP, CD och kassett. 1992 utgavs den på CD med fem bonuslåtar från filmen Istanbul. Den nådde en nittondeplats på den svenska albumlistan. Från skivan släpptes även singlarna Who's That Lucky Guy, The Only One och Crazy About You. Ingen av dessa nådde någon listplacering.

## Låtlista
Alla låtar är skrivna av Tomas Ledin.

### LP
A
1. "Lovers Come Easy" – 4:35
2. "Crazy About You" – 4:03
3. "Another Summernight" – 4:26
4. "Body" – 4:37
5. "If We Could Do It All Over" – 3:45

B
1. "Who's That Lucky Guy" – 4:27
2. "The Only One" – 3:15
3. "Heaven Tonight" – 3:59
4. "Red Lips" – 3:38
5. "It's So Hard to Keep That Fire Burning" – 5:25

### CD
1. "Lovers Come Easy" – 4:35
2. "Crazy About You" – 4:03
3. "Another Summernight" – 4:26
4. "Body" – 4:37
5. "If We Could Do It All Over" – 3:45
6. "Who's That Lucky Guy" – 4:27
7. "The Only One" – 3:15
8. "Heaven Tonight" – 3:59
9. "Red Lips" – 3:38
10. "It's So Hard to Keep That Fire Burning" – 5:25

### CD 1992
1. "Lovers Come Easy" – 4:35
2. "Crazy About You" – 4:03
3. "Another Summernight" – 4:26
4. "Body" – 4:37
5. "If We Could Do It All Over" – 3:45
6. "Who's That Lucky Guy" – 4:27
7. "The Only One" – 3:15
8. "Heaven Tonight" – 3:59
9. "Red Lips" – 3:38
10. "It's So Hard to Keep That Fire Burning" – 5:25
11. "The Istanbul Prelude" – 3:29
12. "Keep Your Eyes Open" – 2:58
13. "Welcome to the Harlem Otel" – 4:08
14. "The Istanbul Theme" – 3:01
15. "A Bedroom Conversation" – 2:20

## Medverkande
- Tomas Ledin – sång, gitarr
- Per Lindvall – trummor, trumprog
- Peter Ljung – keyboards, synthbas
- Henrik Janson – producent
- Håkan Jansson – gitarr, keyboards

## Listplaceringar
| Lista (1988) | Topplacering |
| ------------ | ------------ |
| Sverige      | 19           |

### Fotnoter
1. 1 2 3 4  ”Tomas Ledin”. Svensk mediedatabas. Arkiverad från originalet den 25 juli 2014. https://web.archive.org/web/20140725173941/http://smdb.kb.se/catalog/search?q=Tomas+Ledin&x=0&y=0. Läst 16 januari 2013.
2. 1 2  Placeringar på den svenska albumlistan